# Gerhard Schröder
|  | Der er også en anden Gerhard Schröder, der var medlem af CDU og forsvarsminister og udenrigsminister i 50'erne og 60'erne. |
Gerhard Fritz Kurt Schröder (født 7. april 1944) var forbundskansler i Tyskland 1998 – 2005.
Schröder blev født i Mossenberg-Wöhren, i Lippe-Detmold (i delstaten Nordrhein-Westfalen). Når han ikke opholder sig i Berlin, bor han i Hannover.
Han blev medlem af SPD i 1963.
Han efterfulgte Oskar Lafontaine som formand for SPD i marts 1999.
Efter at have været leder af delstatsregeringen (Ministerpräsident) i Niedersachsen siden 1990, blev han indsat som tysk forbundskansler den 27. oktober 1998.  
Han blev genvalgt ved det ordinære forbundsdagsvalg den 22. september 2002, takket være det gode valg, regeringspartneren Die Grünen fik.
"Hartz-udvalget" der førte til de såkaldte Hartz-reformer, blev stiftet den 22. februar 2002 af den føderale regering under ledelse af Gerhard Schröder. Det officielle navn var Kommission für moderne Dienstleistungen am Arbeitsmarkt (Udvalget for moderne tjenesteydelser på arbejdsmarkedet)
I 2005 udskrev han forbundsdagsvalg og tabte.
Efter sin politiske karriere har Schröder tiltrådt forskellige poster i private virksomheder, bl.a. som bestyrelsesformand for den Nordeuropæiske Gaspipelineselskab (NEGPC), der samarbejder med den russiske gaskoncern Gazprom om bygning af Nord Stream rørledningerne fra Rusland og leverancer af gas til Vesteuropa.
Schröder har været gift fem gange:
- Eva Schubach, gift 1968, skilt 1972
- Anne Taschenmacher, gift 1972, skilt 1984
- Hiltrud Hampel, gift 1984, skilt 1997
- Doris Köpf, gift 1997, skilt 2018
- Kim So-yeon, gift 2018